# 2-Méthylbutanoate d'éthyle
Le 2-méthylbutanoate d'éthyle est l'ester chiral de l'acide 2-méthylbutanoïque avec l'éthanol et de formule semi-développée CH3CH2CH(CH3)COOCH2CH3 utilisé dans l'industrie alimentaire comme arôme. il possède une odeur de fruit vert avec une touche de pomme. Il est présent dans les fruits du genre citrus et les baies sauvages. Il est utilisé dans la composition d'arômes fruités.